# 美因河畔弗勒斯海姆
美因河畔弗勒斯海姆（德語：Flörsheim am Main，發音：[ˈfløːɐ̯sˌhaɪm ʔam ˈmaɪn]）是德国黑森州达姆施塔特行政区美因-陶努斯县的城市，面积22.99平方千米，2023年12月31日人口为21,751人。